# Proctite
Proctite é definido como uma inflamação do ânus e do revestimento do reto, afetando somente as últimas 6 polegadas do reto.